# Alberto Pironti
Matteo Francesco Alberto Pironti (Vallo della Lucania, 24 novembre 1867 – Roma, 4 dicembre 1936) è stato un magistrato e politico italiano.

## Biografia
Nell'amministrazione dell'interno dal 1899, è stato commissario prefettizio dei comuni di Filadelfia, San Nicola da Crissa, Cirò, prefetto di Caserta, primo segretario alla presidenza del consiglio, capo della direzione generale dell'amministrazione civile al Ministero dell'interno. 
Ha fatto parte del consiglio di amministrazione della Cassa depositi e prestiti, del Consiglio superiore di beneficenza, del Consiglio degli archivi e della Delegazione italiana alla Società delle Nazioni. 
Nell'ultima parte della carriera è stato consigliere di stato e, da ultimo, presidente di sezione di quel consesso. Anche in tale veste diede "il suo importante contributo
a fondamentali normative come la prima legge sullo stato giuridico
degli impiegati civili; i testi unici delle leggi comunali e provinciali; i
testi unici delle leggi elettorali politiche; la legislazione per la protezione
e l’assistenza degli orfani e invalidi di guerra. Nel complesso fu figura determinante
nella gestione della politica di riforma degli enti locali".
Il 9 luglio 1906 fu iniziato in Massoneria nella Loggia Giovanni Bovio di Roma e il 22 febbraio 1908 divenne Maestro massone.